# Hiponatrèmia
La hiponatrèmia és un baix nivell de sodi al sèrum de la sang. És una de les alteracions electrolítiques més freqüents que es detecten. Generalment, es produeix per la incapacitat de l'organisme d'eliminar el líquid.

## Etiologia
La hiponatrèmia és una afecció multifactorial i potencialment molt perillosa. Són molts els factors que la poden desencadenar; insuficiència cardíaca, porfíria aguda intermitent, infart agut de miocardi, insuficiència renal, retenció urinària, eslicarbazepina (un antiepilèptic), clorpromazina, escitalopram (un inhibidor selectiu de la recaptació de serotonina), ciclofosfamida, amlodipina, ramipril, preeclàmpsia greu, càncer, mutacions genètiques, traumatisme cranioencefàlic, síndrome de Guillain-Barré, cirrosi, intervencions neuroquirúrgiques, vòmits i diarrea excessius, hipotiroïdisme, exercici físic intens, hipopituïtarisme, malaltia de Lyme secundària, síndrome de secreció inadequada d'hormona antidiürètica, temperatura ambiental molt alta, ús inadequat de diürètics tiazídics o de laxants, consum de tabac i altres drogues, o excés en el consum d'aigua, entre d'altres.

## Factors de risc
Hi ha molts factors de risc que poden desencadenar una alteració dels nivells de sodi en sang, cosa que dificulta la determinació de les causes subjacents. Alguns exemples són la dieta baixa en iode, l'edat, situacions d'estrès, alteracions psiquiàtriques, exercici físic excessiu en el qual s'ingereixen més líquids, el clima, o la presa d'alguns medicaments. La presència d'un d'aquests factors no implica que s'hagi de produir l'alteració però hi pot ajudar.

## Classificació
La hiponatrèmia es pot classificar de diferents maneres: segons concentració de sodi a la sang, la osmolaritat plasmàtica, o el temps d'evolució de l'afecció.

### Concentració de sodi a la sang
Segons la quantitat de sodi que es detecti a la sang es pot classificar en tres tipus:
- Lleu: nivells de sodi entre 130-134 mmol/l
- Moderada :125-129 mmol/l
- Severa: <125 mmol/l.

### Osmolaritat
Dins d'aquesta classificació hi podem distingir quatre tipus d'hiponatrèmia:
- Hipotònica.[37]
- Hipotònica amb hipervolèmia.
- Hipotònica isovolèmia.
- Hipotònica amb hipovolèmia.
- No hipotònica.

### Temps d'evolució
Pel que fa al temps d'evolució, la hiponatrèmia es pot classificar en aguda o crònica. Així doncs, l'aguda fa referència a un temps d'evolució documentat i identificat en menys de 48 hores. Per altra banda, la crònica és aquella amb més de 48 hores d'evolució documentada i tots els altres casos que no s'hagin pogut documentar i no s'identifiqui el moment d'inici. La hiponatrèmia crònica, fins i tot moderada, s'associa amb un augment del risc de fractures osteoporòtiques en la gent gran.

## Simptomatologia
Els símptomes poden ser absents, lleus o greus. La simptomatologia pot ser molt diversa, algunes dels signes i símptomes que es poden presentar són: cefalàlgia, confusió, cansament, astènia, irritabilitat, al·lucinacions, nàusees, i vòmits. En casos greus poden aparèixer diverses complicacions amb altres símptomes molt menys freqüents, com convulsions, coma o mort cerebral.